# لويس بيجلي
لويس بيجلي (بالإنجليزية: Louis Begley)‏ (6 أكتوبر 1933، ستري في أوكرانيا)؛ كاتب سيناريو، صحفي،، كاتب، محامي وروائي أمريكي.

## روابط خارجية
- لويس بيجلي على موقع IMDb (الإنجليزية)
- لويس بيجلي على موقع مونزينجر (الألمانية)
- لويس بيجلي على موقع ميوزك برينز (الإنجليزية)
- لويس بيجلي على موقع قاعدة بيانات الفيلم (الإنجليزية)